# راهبية
ياسمين زفر،كليرودندرون أو راهبية أو شجرة الرهبان أو بَخْتيّة أو شجرة البَخْت (الاسم العلمي: Clerodendrum)، جنس نباتات مزهرة من فصيلة الشفوية. وهي مصنفة في الوقت الحالي ضمن فُصيلة الجعداوات، لأنها واحدة من العديد من الأجناس المنقولة من فصيلة اللويزية إلى فصيلة الشفوية في 1990، استنادًا إلى تحليل تطور البيانات المورفولوجية والجزيئية.
تختلف تقديرات عدد الأنواع في الراهبية بشكل كبير، من حوالي 150 إلى حوالي 450. ويرجع ذلك جزئيًا إلى أن حوالي 30 نوعًا قد تم نقلها إلى جنس روثيكا، ونحو 30 نوعًا آخر إلى جنس فولكاميرا، و1 إلى أوفييدا. النوع النمطي للجنس هو Clerodendrum infortunatum. مهده سرلنكة وجزر أندَمان.

## معرض صور

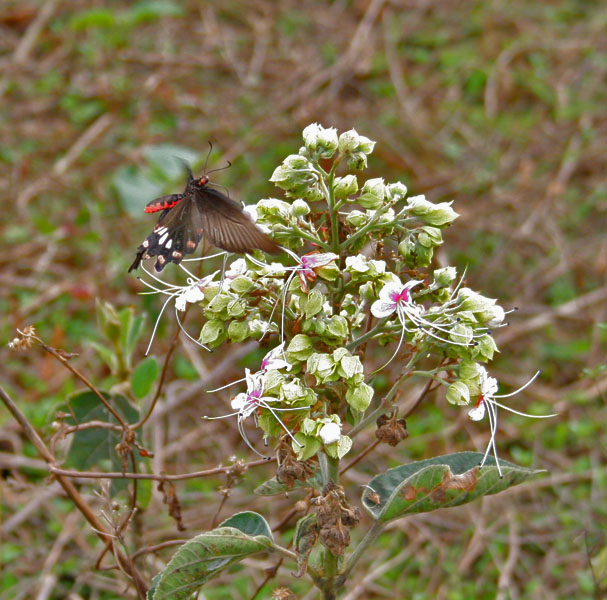
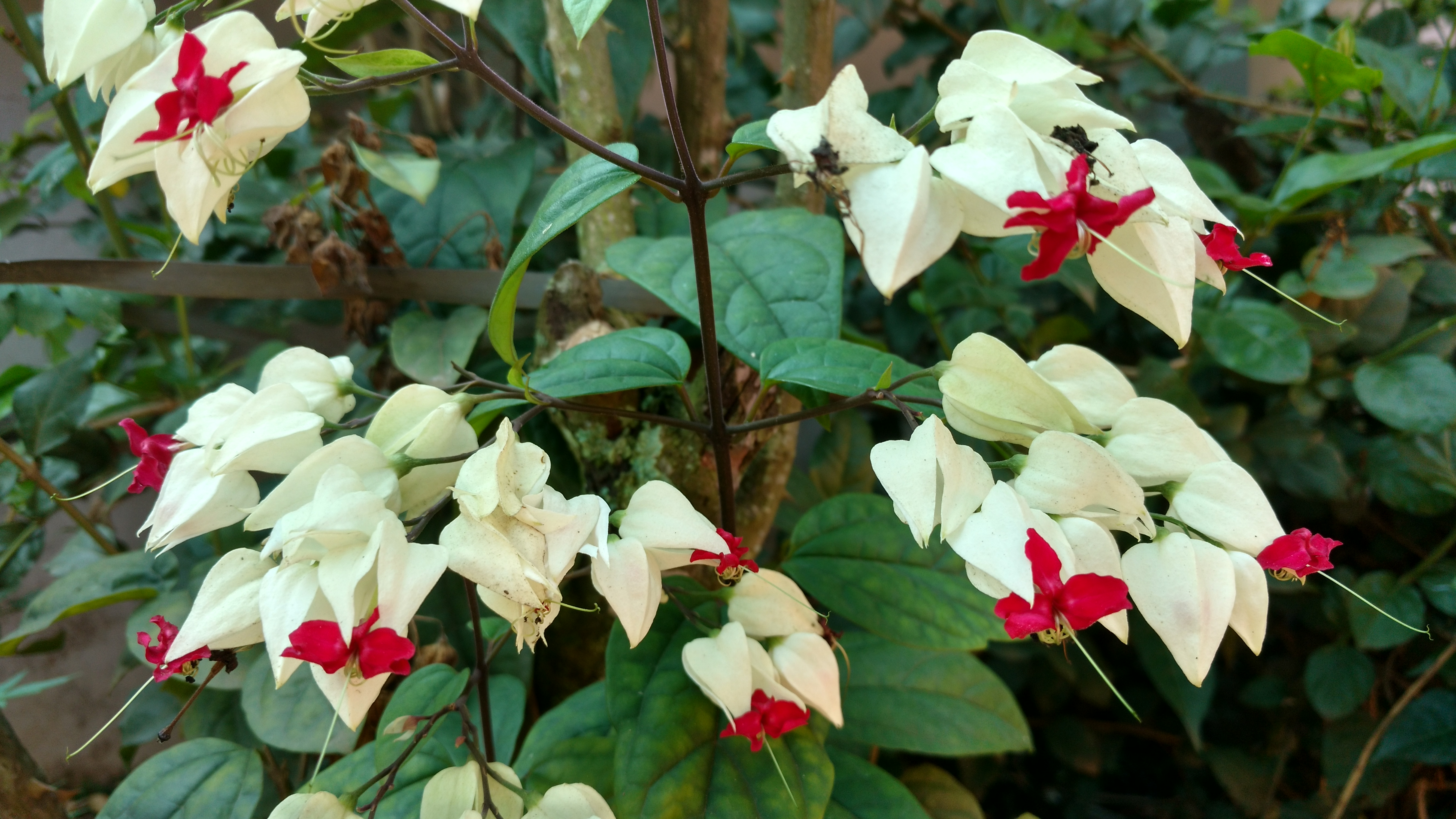
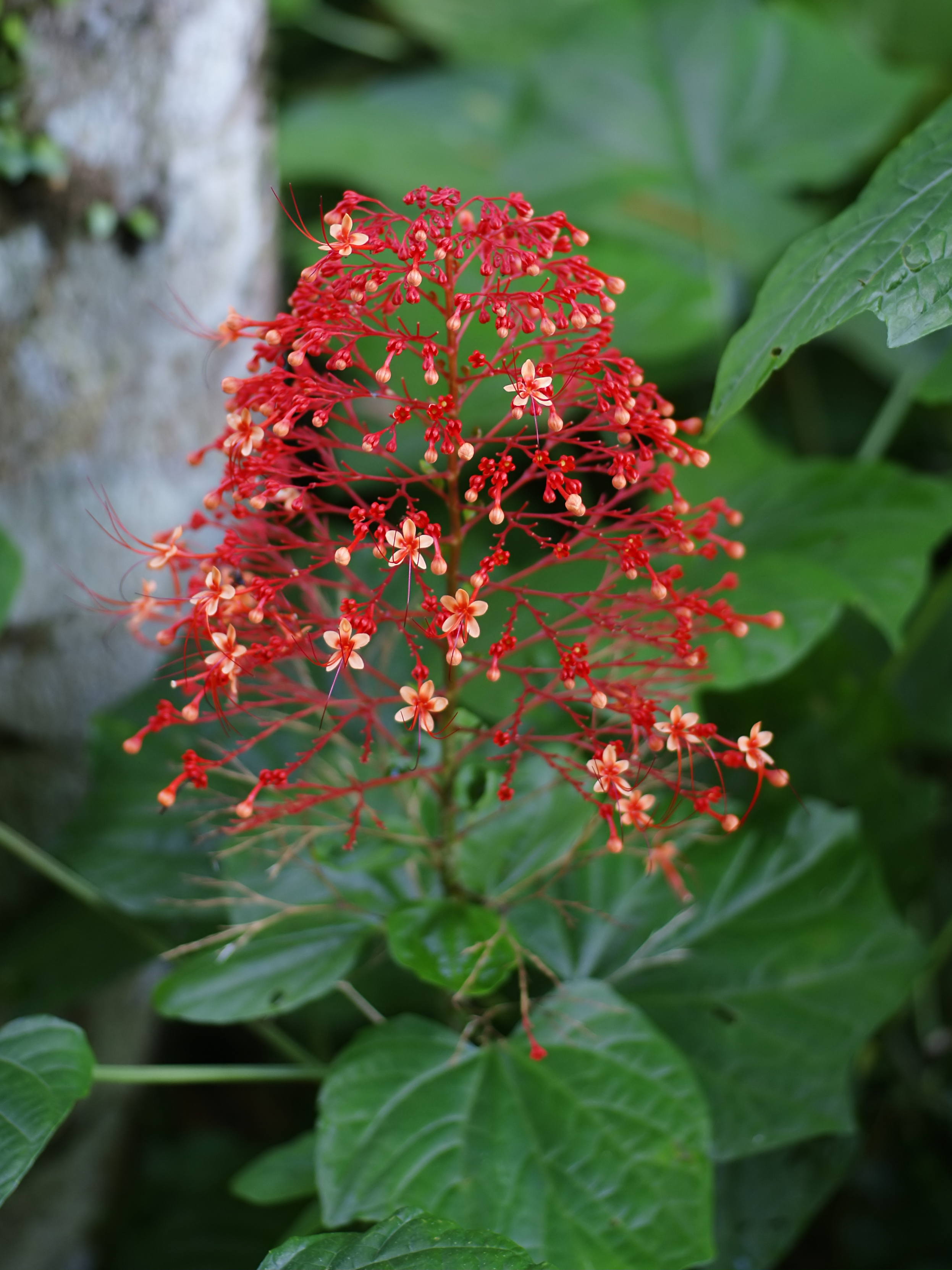
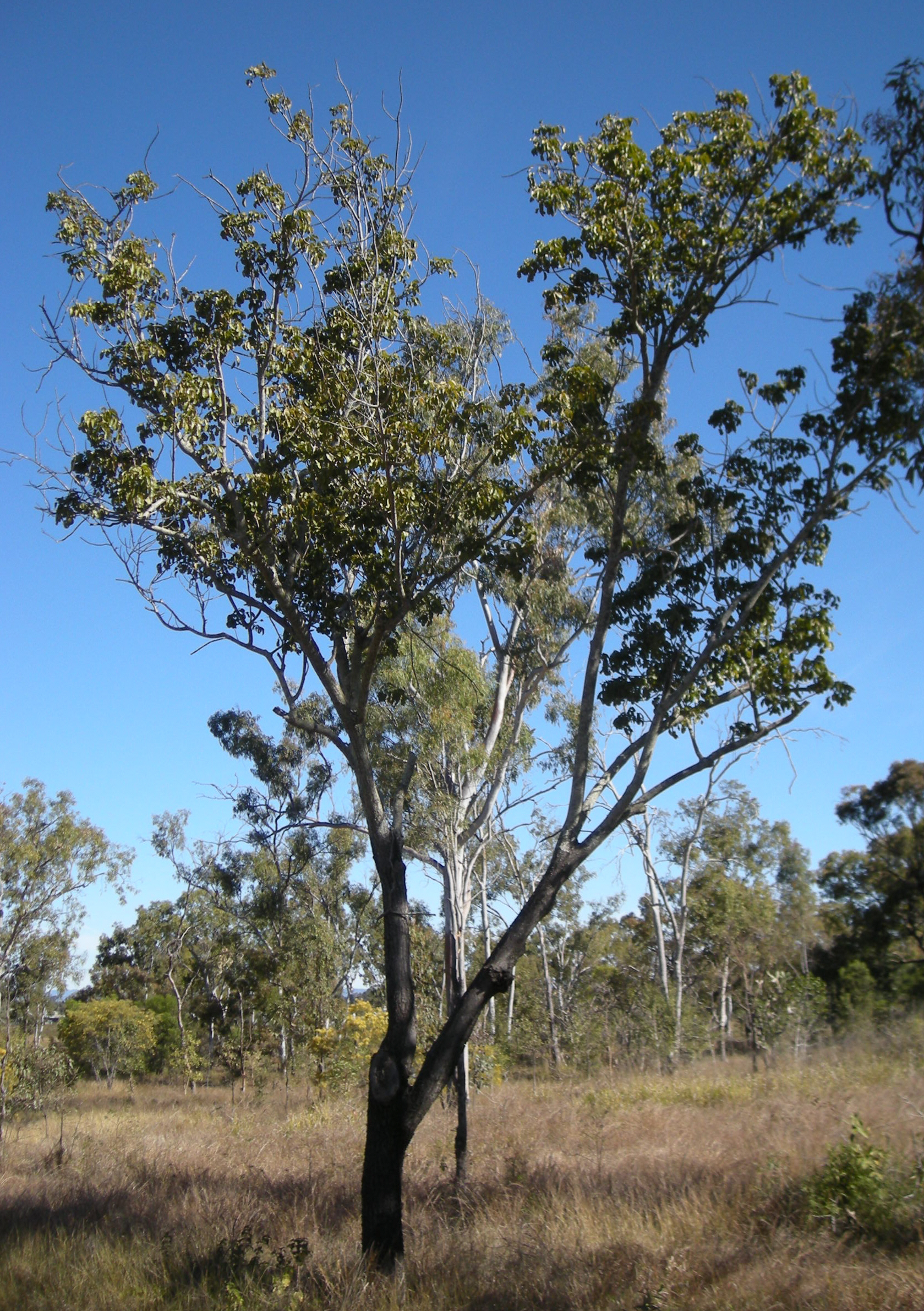